# بیتبورگ-لاند
بیتبورگ-لاند (به آلمانی: Verbandsgemeinde Bitburg-Land) یک منطقهٔ مسکونی در آلمان است که در بیتبورگ-پروم واقع شده‌است. بیتبورگ-لاند ۱۷٬۰۵۴ نفر جمعیت دارد.